# Snookersäsongen 1998/1999
Snookersäsongen 1998/1999 behandlar säsongen för de professionella spelarna i snooker.

## Nyheter
Den nya turneringen China Challenge från säsongen innan fick rankingstatus till denna säsong, och bytte samtidigt namn till China International. En annan förändring var att German Open försvann, den europeiska rankingturneringen flyttades istället till Irland. Irish Open spelades dock bara denna säsong, därefter var det åter dags för Malta att ta över den europeiska rankingturneringen. De flesta toppspelarna kom dock ändå till Tyskland för att spela German Masters.
En ny lagtävling, Nations Cup, såg dagens ljus under denna säsong. Den hade stora likheter med föregångaren World Cup, men endast lag från Brittiska öarna deltog. Detta gav jämnare matcher, och inte som i exempelvis 1996 års World Cup där många matcher var på förhand givna, och tämligen ointressanta för publiken.
Stephen Hendry blev denna säsong historisk genom att vinna sin sjunde VM-titel, vilket ingen gjort före honom under den moderna eran (1969 och framåt). Ray Reardon hade vunnit sex titlar på 1970-talet och Steve Davis hade gjort om bedriften på 1980-talet, och det såg ut som om även Hendry skulle stanna vid sex titlar efter att ha förlorat finalen 1997 mot Ken Doherty och åkt ut redan i första omgången 1998 mot antagonisten Jimmy White. Men i den sista VM-turneringen på 1990-talet lyckades Hendry åter gå hela vägen, och ta sin historiska sjunde titel.

## Tävlingskalendern
| Inbjudningsturneringar |
| Rankingturneringar     |

| År   | Datum            | Turnering                    | Plats                     | Vinnare           | Finalist          | Resultat |
| ---- | ---------------- | ---------------------------- | ------------------------- | ----------------- | ----------------- | -------- |
| 1998 | 29 sep - 4 okt   | Scottish Masters             | Motherwell, Skottland     | Ronnie O'Sullivan | John Higgins      | 9-7      |
| 1998 | 14-25 oktober    | Grand Prix                   | Preston, England          | Stephen Lee       | Marco Fu          | 9-2      |
| 1998 | 1-12 november    | Benson & Hedges Championship | Malvern, England          | David Gray        | Dave Harold       | 9-6      |
| 1998 | 16-29 november   | UK Championship              | Bournemouth, England      | John Higgins      | Matthew Stevens   | 10-6     |
| 1998 | 3-6 december     | Malta Grand Prix             | Buġibba, Malta            | Stephen Hendry    | Ken Doherty       | 7-6      |
| 1998 | 8-13 december    | German Masters               | Bingen am Rhein, Tyskland | John Parrott      | Mark Williams     | 6-4      |
| 1998 | 15-20 december   | Irish Open                   | Dublin, Irland            | Mark Williams     | Alan McManus      | 9-4      |
| 1999 | 16-24 januari    | Nations Cup                  | Newcastle, England        | Wales             | Skottland         | 6-4      |
| 1999 | 25-31 januari    | Welsh Open                   | Cardiff, Wales            | Mark Williams     | Stephen Hendry    | 9-8      |
| 1999 | 7-14 februari    | Masters                      | London, England           | John Higgins      | Ken Doherty       | 10-8     |
| 1999 | 15-21 februari   | Scottish Open                | Aberdeen, Skottland       | Stephen Hendry    | Graeme Dott       | 9-5      |
| 1999 | 25-28 februari   | Charity Challenge            | Derby, England            | John Higgins      | Ronnie O'Sullivan | 9-4      |
| 1999 | 1-7 mars         | Thailand Masters             | Bangkok, Thailand         | Mark Williams     | Alan McManus      | 9-7      |
| 1999 | 8-14 mars        | China International          | Shanghai, Kina            | John Higgins      | Billy Snaddon     | 9-3      |
| 1999 | 21-28 mars       | Irish Masters                | Dublin, Irland            | Stephen Hendry    | Stephen Lee       | 9-8      |
| 1999 | 2-12 april       | British Open                 | Plymouth, England         | Fergal O'Brien    | Anthony Hamilton  | 9-7      |
| 1999 | 17 april - 3 maj | VM i snooker                 | Sheffield, England        | Stephen Hendry    | Mark Williams     | 18-11    |
| 1999 | 15-16 maj        | Premier League Slutspel      | Maidenhead, England       | John Higgins      | Jimmy White       | 9-4      |